# لويزا تونسية
لويزا تونسية (بالفرنسية Louisa la Tunisienne)، اسمها الحقيقي هو لويزا سعدون، ولدت في عام 1905 وتوفيت في عام 1966، هي مغنية و موسيقية تونسية من القرن العشرين. كانت تتمتع بشعبية كبيرة زمن الحرب العالمية الثانية.

## السيرة
من أصل يهودي، اسمها الحقيقي لويزا سعدون. كثيرا ما غنت في باريس مع أوركسترا كباريه القصبة في عام 1947، و غنت كذلك في المغرب حيث حصلت على نجاح كبير.
 غنت في كاباريه Djazair و في الكاباريه الشرقي تام  تام Tam Tam، الذي كان آنذاك يسيره والد الفنانة وردة الجزائرية . وتام تام هو مكان ترفيه باريسي يقع في شارع سان سيفيرين في الحي اللاتيني، كان يستضيف بانتظام العديد من نجوم الأغنية العربية والشرقية، مثل صفية الشامية، فريد الأطرش ومحمد فويتح.
أدت ثنائيات مع الشيخ العفريت، أشهرها أغنية اشبيك غضبانة. كما أنها تعاملت مع  الفنانين يوسف حجاج ومسعود حبيب.

## روابط خارجية
- لويزا تونسية على موقع ميوزك برينز (الإنجليزية)
- لويزا تونسية على موقع ديسكوغز (الإنجليزية)